# リーフィーシードラゴン
リーフィーシードラゴン（英語: Leafy sea dragon、学名：Phycodurus eques）は、トゲウオ目ヨウジウオ科ヨウジウオ亜科に分類される海水魚の1種。

## 形態
体長は20 - 40cmほど。全身の皮膚に枝分かれした褐藻のような突起（皮弁）があり、褐藻類に擬態した姿が特徴である。この突起は、皮膚が変化したものである。この外見でゆっくりと泳ぎ、波に漂う海藻そっくりにカモフラージュして外敵や獲物の目を欺いている。これは一見すると、ただ波に乗って流されているように見えるが、実際には鰭を使って泳いでいる。使うのは主に背鰭で、これを使って前に進み、左右にある胸鰭で左右に旋回するので、皮弁を使って泳いでいるわけではない。

## 分布・生態
オーストラリア南西部沿岸の浅い海に分布する。周囲の海藻に擬態しており、海藻そのもののような外見でよく知られた魚である。
リーフィーシードラゴンが住む海域はいくつもの海流がぶつかり合っている場所であり、多くの天敵を含む様々な生物が住む場所となっている。また海藻も多いため、海藻に擬態して天敵の目をごまかすのである。
生態は他のヨウジウオ科魚類とほぼ同じで、筒状の口から比較的大型の動物プランクトンや小魚を海水ごと吸い込んで捕食する。メスは卵をオスの育児嚢に産みつける。オスは稚魚が自分で泳げるようになるまで育児嚢の中で卵や稚魚を守る。この育児嚢はタツノオトシゴのように完全な袋状になるのではなく、ヨウジウオと同様に皮膚の襞の間のくぼみに卵塊を保持する様式であるため、育児中の雄の腹部に付着した卵塊を外から観察することができる。この生態上の特徴から本種はタツノオトシゴ亜科ではなくヨウジウオ亜科に分類される。また、卵を守る時は側面の棘を盾にして守る。さらに卵そのものに本物の海藻をはやしてカモフラージュする。

## 人間とのかかわり
その特異な姿から、原産地オーストラリアでは切手になるほどの知名度を持つ魚である。日本でも葛西臨海水族園を始め、海遊館や鳥羽水族館などいくつかの水族館で展示中または過去に展示された。しかし小型の生餌を常時必要としたり、光に敏感であるため、カメラのフラッシュはおろか展示照明の急な点滅でもストレスを感じるなど、飼育・繁殖は容易でない。また、人気が祟って過去には観賞魚としての採集圧を受けて個体数も減り、オーストラリアでは保護対象とされている。現在は学術研究目的等を除いて原則野生個体の採集は禁止されており、生息海域への潜水や立ち入りも制限されている。
属の学名 Phycodurus はラテン語で「海藻（より厳密にはコンブ）の尾」、種小名 eques は「馬」を意味しており、本種の外見をよく表現している。なお、本種が属するヨウジウオ科及びヨウジウオ亜科魚類は、その細長い姿から一般英名を「pipefish（煙管魚の意味）」とするが、タツノオトシゴ亜科魚類に関しては頭部のシルエットからの連想で「sea horse」または「sea pony」 とし、漢名も「海 馬」、ギリシャ語及びタツノオトシゴ属の学名は「Hippocampus（ヒッポカムポスに由来）」つまり馬に因む名称が多い。一方で、本種の英名は「葉のような海竜」の意味であり、タツノオトシゴ、タツノイトコ、タツノハトコなどと同様に龍を連想する名称が使われている。和名は本項目名がそうであるように、英名を仮名書き表記したものが一般的であるが、木村重の「魚紳士録」では学名の直訳に近い「モヅクウミウマ」とされている。

## 近似種

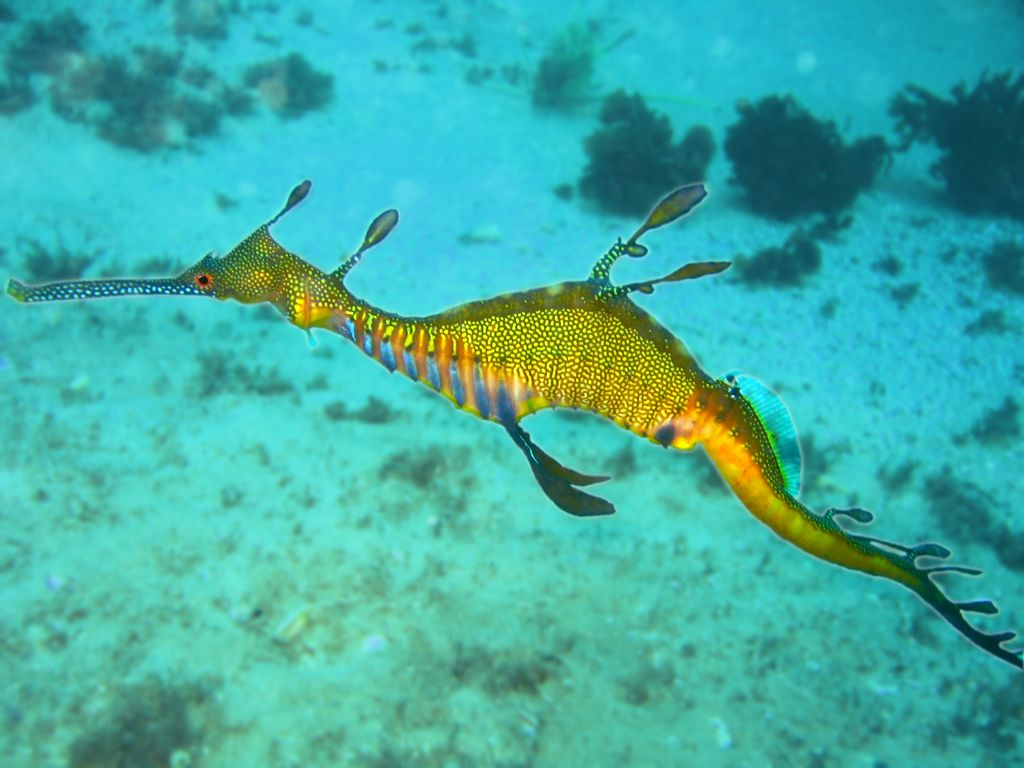
ウィーディーシードラゴン
学名：Phyllopteryx taeniolatus Lacepède, 1804
同じくヨウジウオ亜科の魚類でリーフィーシードラゴンに似るが、体はやや直線的で、皮弁の数が少なくリーフィーシードラゴンの様に皮弁の軸から別の皮弁が分岐したり、皮弁そのものが大きく切れ込むことがない。育児嚢を持たず、オスはメスの産んだ卵を腹部体表に付着させて保護する。オーストラリア南部及びタスマニア島の沿岸に分布する。

## ギャラリー

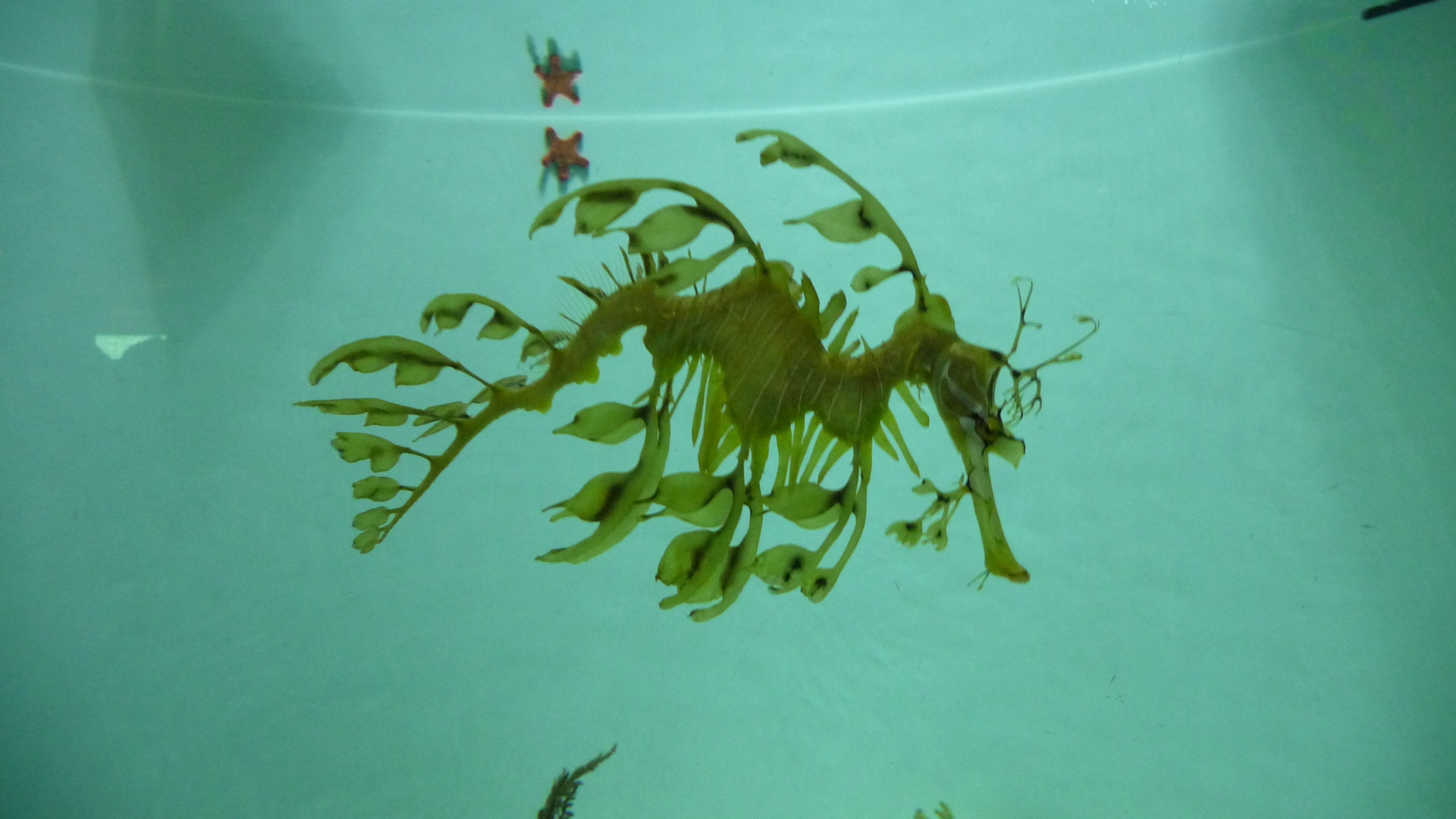
擬態し緑色のリーフィーシードラゴン